# Falkenberger Rieselfelder
Falkenberger Rieselfelder este o arie protejată (arie specială de conservare — SAC, sit de importanță comunitară — SCI) din Germania întinsă pe o suprafață de 88,07 ha, integral pe uscat.

## Localizare
Centrul sitului Falkenberger Rieselfelder este situat la coordonatele 52°34′54″N 13°33′59″E / 52.5817°N 13.5664°E.

## Înființare
Situl Falkenberger Rieselfelder a fost declarat sit de importanță comunitară în octombrie 2001 pentru a proteja 7 specii de animale. Situl a fost protejat și ca arie specială de conservare în octombrie 2013.

## Biodiversitate
Situată în ecoregiunea continentală, aria protejată conține 2 habitate naturale: Pajiști calcaroase din nisipuri xerice, Fânețe de joasă altitudine (Alopecurus pratensis, Sanguisorba officinalis).
La baza desemnării sitului se află mai multe specii protejate:
- păsări (5): ciocârlie-de-câmp (Alauda arvensis), presură sură (Emberiza calandra), Grus grus grus, Locustella naevia, mărăcinar (Saxicola rubetra)
- amfibieni (2): buhai de baltă cu burta roșie (Bombina bombina), triton cu creastă (Triturus cristatus)

Pe lângă speciile protejate, pe teritoriul sitului au mai fost identificate 3 specii de amfibieni.